# Élections provinciales népalaises de 2017
Les élections provinciales népalaises de 2017 se déroulent en deux phases les 26 novembre et 7 décembre 2017 afin d'élire pour cinq ans les membres des conseils provinciaux du Népal. Il s'agit alors des toutes premières élections provinciales organisées dans le pays, à la suite de l'adoption d'une nouvelle constitution en 2015 l'ayant réorganisé sous une forme fédérale.